# Войтех Флегль
Войтех Флегль (чеськ. Vojtěch Flégl; нар. 24 червня 1967) — колишній чеський тенісист.
Найвищу одиночну позицію світового рейтингу — 466 місце досяг 10 вересня 1990, парну — 58 місце — 13 квітня 1992 року.
Здобув 5 парних титулів.
Найвищим досягненням на турнірах Великого шолома було 2 коло в одиночному розряді.

## Фінали за кар'єру

### Парний розряд (5–4)
| Результат | Ранг | Дата | Турнір                                           | Покриття | Партнер            | Суперники                           | Рахунок       |
| --------- | ---- | ---- | ------------------------------------------------ | -------- | ------------------ | ----------------------------------- | ------------- |
| Перемога  | 1.   | 1990 | Відкритий чемпіонат Хорватії з тенісу, Югославія | Ґрунт    | Даніель Вацек      | Андрій Черкасов Андрій Ольховський  | 6–4, 6–4      |
| Перемога  | 2.   | 1990 | Прага, Чехословаччина                            | Ґрунт    | Даніель Вацек      | Георге Косак Флорін Сегирчяну       | 5–7, 6–4, 6–3 |
| Перемога  | 3.   | 1990 | Сан-Марино                                       | Ґрунт    | Даніель Вацек      | Хорді Бурільйо Маркос Горріс        | 6–1, 4–6, 7–6 |
| Поразка   | 1.   | 1991 | Ніцца, Франція                                   | Ґрунт    | Ніклас Утґрен      | Рікард Берг Ян Гуннарссон           | 4–6, 6–4, 3–6 |
| Перемога  | 4.   | 1991 | Прага, Чехословаччина                            | Ґрунт    | Цирил Сук          | Лібор Пімек Даніель Вацек           | 6–4, 6–2      |
| Поразка   | 2.   | 1992 | Кіцбюель, Австрія                                | Ґрунт    | Орасіо де ла Пенья | Серхіо Касаль Еміліо Санчес Вікаріо | 1–6, 2–6      |
| Поразка   | 3.   | 1992 | Палермо, Італія                                  | Ґрунт    | Орасіо де ла Пенья | Юган Донар Ула Юнссон               | 7–5, 3–6, 4–6 |
| Поразка   | 4.   | 1994 | Болонья, Італія                                  | Ґрунт    | Ендрю Флорент      | Джон Фіцджеральд Патрік Рафтер      | 3–6, 3–6      |
| Перемога  | 5.   | 1994 | Санкт-Пельтен, Австрія                           | Ґрунт    | Ендрю Флорент      | Адам Малік Джефф Таранго            | 3–6, 6–1, 6–4 |